# Mantecados de Estepa
I mantecados de Estepa designa un tipo di dolce tradizionale natalizio che si produce sul territorio della comune di Estepa, nella provincia di Siviglia, in Spagna.
Dal novembre 2011, a livello europeo, la denominazione Mantecados de Estepa è stata riconosciuta indicazione geografica protetta (IGP) .

## Descrizione

Logo del consorzio Mantecados de Estepa IGP.

Si tratta di palline di pasta cotte al forno, ottenute mescolando farina di frumento, strutto e zucchero a velo, che costituiscono gli ingredienti comuni, cui si aggiungono altri ingredienti come la cannella, le mandorle, le nocciole, la noce di cocco, il cacao, gli aromi naturali (oli essenziali). Sono di forma arrotondata e di color marrone dorato ed hanno un peso massimo di 50 grammi.

## Storia
L'origine di questi dolci risale al secolo XVI. Gli archivi documentali del convento di Santa Clara di Estepa conservano documenti che comprovano la fabbricazione dei Mantecados de Estepa in base ad antiche ricette.
La commercializzazione dell'attuale mantecado inizia, nel 1870, con Micaela Ruiz da Téllez (detta La Colchona) a che si deve l'idea geniale di avere modificato (in particolare l'essiccazione esterna tesa a preservare la morbidezza del prodotto) la ricetta e che sarebbe stata all'origine della reputazione dei Mantecados de Estepa.
Nel dicembre 1986, Antonio Burgos, lo scrittore spagnolo che collabora con il giornale ABC in veste di articolista, rende omaggio al carattere tradizionale di questi dolci: